# Namur (Quebec)
Namur es un municipio canadiense situado en la provincia de Quebec.

## Superficie
Namur tiene una superficie de 56,17 km².

## Demografía
En 2021, tenía 633 habitantes, una densidad poblacional de 11,3 hab./km², y 381 viviendas.